# Talang Saling
Talang Saling is een bestuurslaag in het regentschap Seluma van de provincie Bengkulu, Indonesië. Talang Saling telt 818 inwoners (volkstelling 2010).